# Демківка (станція)
Демківка — проміжна залізнична станція 5-го класу Шевченківської дирекції Одеської залізниці на лінії Вапнярка — Христинівка між станціями Ладижин (14 км) та Кирнасівка (7 км). Розташована в селищі Демківське Гайсинського району Вінницької області. Від станції відгалужується лінія до Тростянця-Подільського (завдовжки 14 км), якою здійснюється лише вантажний рух.

## Історія
Станція відкрита 9 (21) лютого 1889 року, одночасно з відкриттям руху на залізниці Вапнярка — Тростянець-Подільський. 19 листопада (1 грудня) 1890 року відкритий рух на другій черзі залізниці — від Демківки до станції Христинівка.

## Пасажирське сполучення
На станції Демківка зупиняються поїзди приміського сполучення Вапнярка — Умань, яким з лютого 2020 року від станції Христинівка продовжено маршрут руху до Умані.